# Anacampseros ustulata
Anacampseros ustulata és una espècie de planta amb flors del gènere Anacampseros dins la família de les anacampserotàcies.

## Descripció
És un minúscul arbust suculent amb un manat de branques amb forma de cuc de color gris platejat.
Té un càudex de 6 a 8 mm de diàmetre més o menys desenvolupat, parcialment subterrani, molt ramificat des de la base.
Les branques primàries són aproximadament de 2,5 cm de llarg, amb prou feines 2 mm de diàmetre, rectes o tortuoses, densament cobertes d'escates (estípules) com de paper, molt ben imbricades dividides dicotòmicament, que sobrepassen les branques.
Les tiges estèrils són semblants a brots, globulars, ovoidals o cilíndrics majoritàriament de 3 a 4 mm de llargada.
Les tiges fèrtils són de 8 a 12 mm de llarg, de vegades amb una o més branques similars.
Les estípules són molt minúscules, de color gris platejat, amples, ovades-triangulars, agudes, molt solapades, les de les tiges fèrtils amb un vèrtex reconeixible marró rovellat però amb marges blancs. Les estípules com de paper la protegeixen del sol.
Les fulles veritables d'aquesta estranya petita planta són minúscules i amagades per les escates de paper.
Les flors són petites, terminals, de color crema pàl·lid, sense sobresortir de l'involucre. Involucre de 2 mm de llargada, dues vegades més curt que la càpsula de 3 vàlvules.
La temporada de floració és a l'estiu. Les flors només s'obren en època de calor durant un breu temps a la tarda.

## Distribució
Planta endèmica de Sud-àfrica. Està molt estesa pel Gran Karoo i a la serralada Nieuwveld,al Cap Occidental.
Creix sobre esquistos grisos o groguencs del Karoo, i té un color apagat per camuflar-se amb el fons, mentre que espècies relacionades com Anacampseros papyracea són comparativament molt més blanques. Imita els excrements d'ocells com a estratègia de camuflatge i l'ajuda a sobreviure.

## Taxonomia
Tot i que la primera publicació sobre l'espècie Anacampseros ustulata correspon al botànic alemany Ernst Heinrich Friedrich Meyer (1791-1858), la primera descripció vàlida fou feta l'any 1940 a la publicació Annalen des Wiener Museums der Naturgeschichte pel botànic austríac Eduard Fenzl (1808-1879).
Aquesta espècie fou coneguda amb aquest nom fins al 1994, any en què el botànic anglès Gordon Douglas Rowley (1921-2019) va crear el gènere Avonia i la hi va incloure (Avonia ustulata). A partir de l'any 2010 va tornar al gènere Anacampseros i va passar a la família de les anacampserotàcies com a conseqüència de les investigacions de Reto Nyffeler i Urs Eggli publicades a la revista Taxon.

### Sinonímia
Els següent nom científic és un sinònim homotípic d'Anacampseros ustulata:
- Avonia ustulata (E.Mey. ex Fenzl) G.D.Rowley